# Торговая палата
Торго́вая пала́та — форма самоуправляемых общественных организаций и добровольных некоммерческих объединений, в рамках которых участвующие в ней коммерческие организации и другие предпринимательские объединения взаимодействуют с целью выработки общих правил коммерческой деятельности, согласования экономических стратегий, обмена экономической информацией между организациями-членами, нахождения рынков сбыта, разрешения коммерческих споров, лоббирования общих интересов деловых кругов в законодательных органах и правительствах. Торго́во-промы́шленная пала́та — торговая палата, подчёркивающая ориентацию не только на проблемы коммерции, но и на интересы промышленников — инфраструктуру, трудовые ресурсы, доступ к технологиям и инновациям.

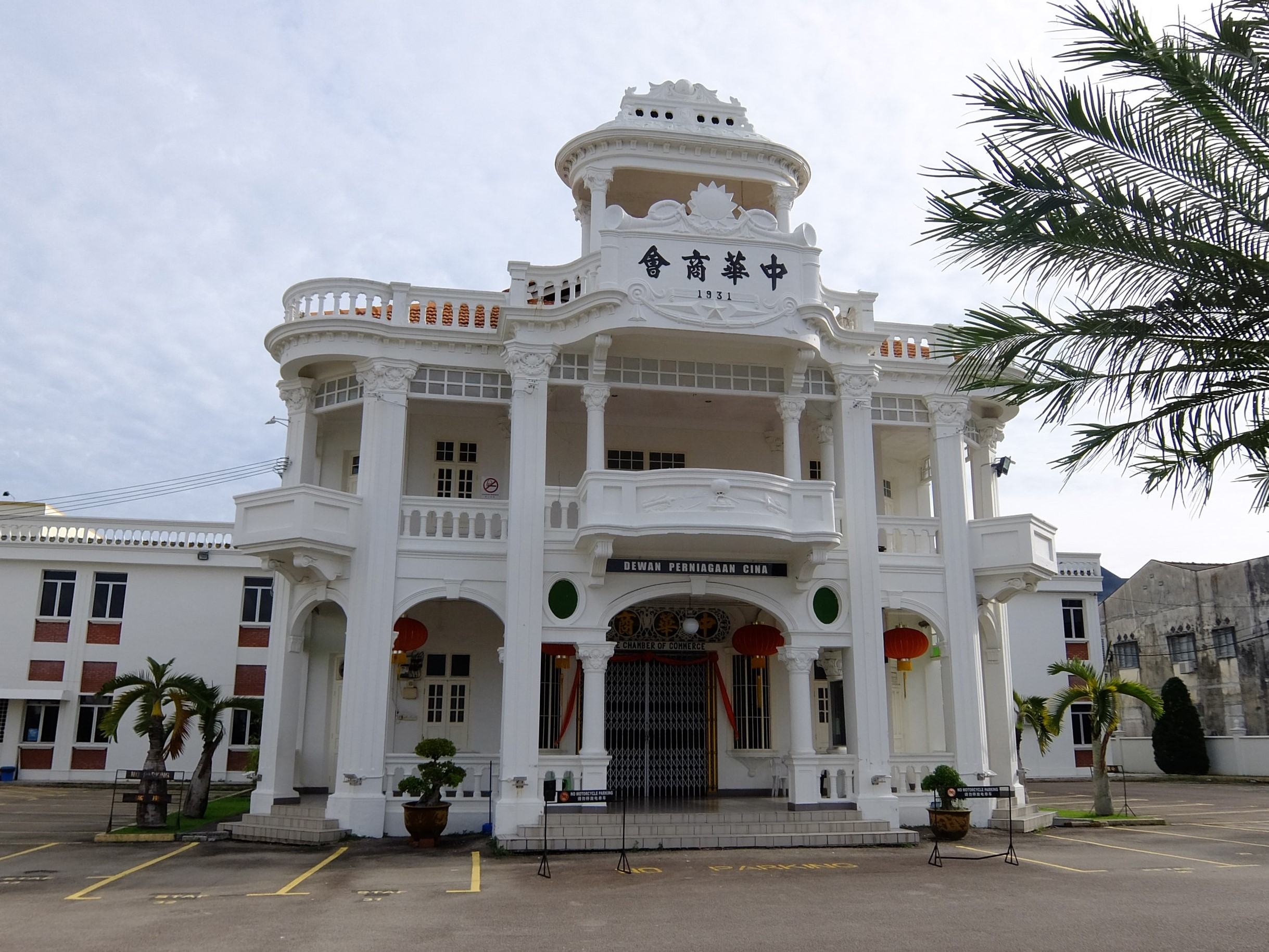
Здание представительства Китайской торговой палаты в Малайзии

Возникают как на муниципальном уровне, так и на уровне стран, на межгосударственном и на международном уровнях. В отличие от других предпринимательских объединений, особый статус торговых палат зачастую регулируется законодательно, например, в России федеральным законом закреплена единственность Торгово-промышленной палаты России и предусмотрена возможность создания только одной торгово-промышленной палаты в каждом субъекте и каждом муниципальном образовании. Непосредственными членами палат уровня стран обычно являются региональные или муниципальные палаты, например, в Британскую торговую палату (англ. British Chambers of Commerce) входят 52 местные торговые палаты, в которые, в свою очередь, входят непосредственно коммерческие организации. Число компаний-членов местных торговых палат может доходить до сотен тысяч, так, в Торгово-промышленной палате региона Париж — Иль-де-Франс (фр. Chambre de commerce et d'industrie de région Paris - Île-de-France) зарегистрировано 800 тыс. организаций. Существуют и смешанные формы членства на уровне страны, например, Торговая палата США объединяет 3 тыс. региональных палат и порядка 300 тыс. непосредственных компаний-членов, притом 96 % членов палата относит к категории малого бизнеса. Кроме того, существуют такие формы, как представительства торговых палат в какой-либо стране (например, Американская торговая палата в России, Индийская торговая палата в Японии), межгосударственные двухсторонние торговые палаты (например, Российско-германская внешнеторговая палата, Датско-британская торговая палата), палаты межгосударственных объединений (например, Европалата).
Считается, что исторически первая торговая палата организована в Марселе (фр. Chambre de commerce à Marseille) в 1599 году, другая старейшая торговая палата основана в Брюгге (1660-е годы). Со второй половины XVIII века торговые палаты возникли во многих коммерчески активных городах — Джерси (1768), Нью-Йорке (1768), Глазго (1783) и других.
В 1919 году создана Международная торговая палата со штаб-квартирой в Париже, объединяющая как торговые палаты уровня стран, так и другие предпринимательские объединения и отдельные коммерческие организации. В рамках Международной торговой палаты действует Международный арбитражный суд, выпускается стандартный словарь торговых терминов Инкотермс, лоббируются интересы палат-членов на уровне ООН, ВТО, Всемирного банка, где палата имеет статус официального консультативного органа.